# Gustav Heinemann-Initiative
Die Gustav Heinemann-Initiative für Menschenrechte und Frieden e. V. (GHI) war von 1977 bis 2009 eine Bürgerrechtsorganisation, die sich dem politischen Erbe von Gustav Heinemann verpflichtet fühlte. 2009 beschloss die Mitgliederversammlung der GHI die Verschmelzung mit der Humanistischen Union.

## Geschichte
Die GHI wurde 1977 in Rastatt unter dem Eindruck des „Deutschen Herbstes“ aus Sorge um die Bewahrung der Freiheitsrechte in Deutschland ins Leben gerufen. Zu den Gründern gehörten Erhard Eppler, Helmut Gollwitzer, Max Güde, Eberhard Jäckel, Walter Jens und Johannes Rau.
„Lassen Sie uns allem widerstehen, was den Raum der Freiheit einengt, den Rechtsstaat aushöhlt und Menschen davon abhält, von ihren Freiheitsrechten Gebrauch zu machen“, heißt es im Gründungsaufruf der Gustav-Heinemann-Initiative.
In diesem Sinne wollte die Initiative den Herausforderungen ihrer Zeit begegnen und stellte fest:
- Die Bekämpfung des Terrorismus rechtfertigt weder Kriege noch die Missachtung von Bürger- und Menschenrechten.
- Präventivkriege sind wie alle Kriege weder ein geeignetes Instrument zur Lösung von Konflikten noch zur Durchsetzung von Interessen.
- Das Menschenrecht auf Bildung muss für alle in Deutschland lebenden Menschen gelten. Seine Verwirklichung ist eine der Voraussetzungen für demokratische Teilhabe.
- Verantwortungsbewusstes Handeln der Bürgerinnen und Bürger setzt Transparenz staatlichen Handelns voraus.

1978 wurde Werner Georg Haverbeck von Erhard Eppler in die Gustav Heinemann-Initiative berufen.

## Organisation
Die GHI bestellte einen Vorstand und einen Beirat. Traditionsgemäß um den Verfassungstag (23. Mai) herum fanden die Jahrestagungen statt. Die GHI veranstaltete auch Fachtagungen zu damals aktuellen politischen Fragestellungen.

## Publikation
- vorgänge. Zeitschrift für Bürgerrechte und Gesellschaftspolitik